# باتريسيو غوتيريز
باتريسيو غوتيريز (بالإسبانية: Patricio Gutiérrez)‏ (20 مارس 1983 بكوريكو في تشيلي - ) هو لاعب كرة قدم تشيلي في مركز الدفاع. لعب مع أوداكس إيتاليانو وكولو-كولو وكوريكو يونيدو وديبورتيس أنتوفاغاستا وسان لويس دي كويلوتا ونادي كوبريسال وديبورتيس إيكيكي ويونيون لا كاليرا.

## وصلات خارجية
- باتريسيو غوتيريز على موقع قاعدة بيانات كرة القدم.إي يو (الإنجليزية)
- باتريسيو غوتيريز على موقع Soccerway.com (الإنجليزية)